# Yizhou (Hechi)

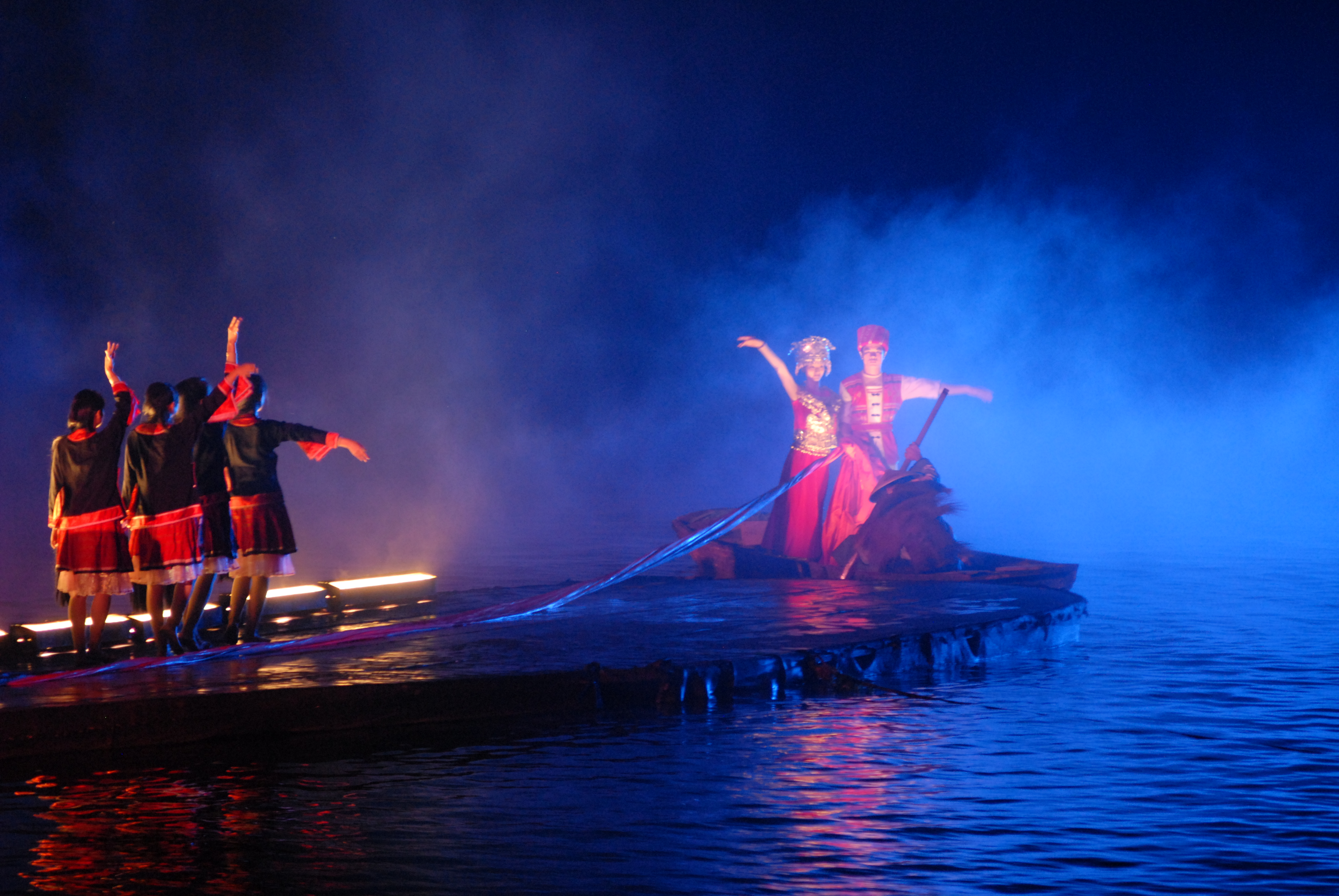
Liu-Sanjie-Lichtshow in Yizhou

Yizhou (chinesisch 宜州区, Pinyin Yízhōu Qū; Zhuang Yizcouh Gih) ist ein Stadtbezirk (zuvor zwischen 1993 und 2016 eine kreisfreie Stadt) im Autonomen Gebiet Guangxi der Volksrepublik China. Sie gehört zum Verwaltungsgebiet der bezirksfreien Stadt Hechi und verwaltet ein Gebiet von 3.857 Quadratkilometern, auf dem im Jahre 2018 587.500 Einwohner lebten.

## Geographie
Yizhou liegt etwas nördlich des Zentrums des autonomen Gebietes Guangxi, etwa 266 Straßenkilometer nördlich der Gebietshauptstadt Nanning. Yizhou verwaltet ein Territorium mit einer West-Ost-Ausdehnung von 101,5 Kilometern und einer Nord-Süd-Ausdehnung von 95,64 Kilometern. Die Fläche von 3896 Quadratkilometern wurde zu 59 % von Hügelland eingenommen, etwa 10 % sind eben, der Rest entfällt auf Gebirge und Hochflächen.
Yizhou hat ein subtropisches Klima mit Jahresdurchschnittstemperaturen zwischen 19,6 °C und 20,2 °C und knapp 1700 Sonnenstunden pro Jahr. Es fällt genügend Niederschlag. Von den 295 großen und kleinen Flüssen, die durch Yizhou fließen, sind der Long Jiang, der Linjiang He, der Zhongzhou He, der Luoshou He und der Wugong He die wichtigsten.

## Bevölkerung
Per Jahresende 2017 hatte Yizhou eine Gesamtbevölkerung von 680.000 Einwohnern. Die Bevölkerungszählung des Jahres 2000 hatte eine Gesamtbevölkerung von 549.434 Personen in 151.337 Haushalten ergeben, davon 288.084 Männer und 261.350 Frauen.
In Yizhou leben 30 Volksgruppen, darunter Zhuang, Yao, Miao, Mulam, Maonan, Li und Sui.

## Administrative Gliederung
Auf Gemeindeebene setzt sich Yizhou per Ende 2018 aus neun Großgemeinden, fünf Gemeinden und zwei Nationalitätengemeinden zusammen. Diese sind:
- Großgemeinden Qingyuan (庆远镇), Sancha (三岔镇), Luoxi (洛西镇), Huaiyuan (怀远镇), Desheng (德胜镇), Shibie (石别镇), Beishan (北山镇), Liusanjie (刘三姐镇), Luodong (洛东镇)
- Gemeinden Xiangbei (祥贝乡), Pingnan (屏南乡), Tongde (同德乡), Anma (安马乡), Longtou (龙头乡)
- Autonome Gemeinden Fulong (福龙瑶族乡) und Beiya (北牙瑶族乡) der Yao[6]

Obengenannte Verwaltungseinheiten setzen sich auf Dorfebene aus 180 Dörfern und 30 Einwohnergemeinschaften zusammen, die ihrerseits wiederum 2459 dörfliche Siedlungen verwalten.

## Kultur
Am Fluss Li Jiang findet regelmäßig eine 70-minütige Lichtshow statt, die von Zhang Yimou choreographiert wurde und die die Geschichte der legendären Sängerin Liu Sanjie aus der Song-Dynastie erzählt. Ein besonderer Eindruck entsteht dabei durch das Anleuchten der Karstberge, die die Naturbühne umgeben.

## Wirtschaft und Verkehr
Yizhou verfügt über etwa 46.000 Hektar Ackerland, etwa 83.000 Hektar Wald, etwa 88.000 Hektar Weideland und etwa 1800 Hektar zur Fischzucht eingesetztes Land. Es werden Reis, Weizen, Sojabohnen, Mais, Zuckerrohr, Zitrusfrüchte und Obst angebaut sowie Seidenraupen und verschiedene Sorten Fisch gezüchtet.
Die Flüsse Yizhous hätten ein theoretisches Potential, 285 MW elektrischer Leistung zu generieren. Davon sind etwa 96 MW mit 80 Wasserkraftwerken verschiedener Größen erschlossen, wovon die bedeutendsten Kraftwerke das Laliang-Wasserkraftwerk mit 51 MW, das Luodong-Wasserkraftwerk mit 45 MW und das Yemao-Wasserkraftwerk mit 37,5 MW Leistung sind.
Yizhou verfügt über Vorkommen an Kohle, Mangan, und Kalkstein hoher Qualität, darüber hinaus Limonit, Quecksilber, Phosphor, Pyrit, Diamanten, Baryt, Marmor und Gips.
Yizhou liegt an der Guizhou-Guangxi-Eisenbahn und an der Nationalstraße 323.